# Ingegerd Troedsson
Ingegerd Troedsson (* 5. Juni 1929 in Vaxholm, Stockholms län; † 3. November 2012 in Grillby, Uppsala län) war eine  schwedische Politikerin der Moderata samlingspartiet und von 1991 bis 1994 Präsidentin des Reichstages.

## Leben
Ingegerd Troedsson studierte nach dem Schulbesuch Politikwissenschaft und schloss dieses Studium mit einem Magister ab.
Bei den Reichstagswahlen am 19. September 1976 wurde sie als Kandidatin der Moderata samlingspartiet erstmals zum Mitglied des Reichstages gewählt und gehörte diesem nach fünf Wiederwahlen bis zum 3. Oktober 1994 an.
Zwischen 1976 und 1978 war sie Vizeministerin für Soziales mit Zuständigkeit für Gesundheit in der Regierung von Ministerpräsident Thorbjörn Fälldin. Später war sie von 1979 bis 1991 1. Vizepräsidentin des Reichstages und zuletzt zwischen Oktober 1988 und September 1991 auch stellvertretendes Mitglied des Sozialausschusses.
Zwischen dem 30. September 1991 und dem 3. Oktober 1994 war sie schließlich selbst Präsidentin des Reichstages und damit die erste Parlamentspräsidentin seit 1971, die nicht Mitglied der Sveriges socialdemokratiska arbetareparti war.